# Kadriye Karcı
Kadriye Karcı (* 14. März 1961 in Salihli, Türkei) ist eine türkischstämmige deutsche Politikerin (Die Linke). Sie war von 2010 bis 2011 Mitglied des Berliner Abgeordnetenhauses.

## Leben
Karcı durchlief von 1967 bis 1978 die Schule in der Türkei. Danach studierte sie dort bis 1982 Architektur und danach bis 1985 Jura. Sie musste als Mitglied der illegalen Kommunistischen Partei der Türkei aus ihrem Land ausreisen und kam im Jahr 1985 als politischer Flüchtling in die DDR. In der DDR absolvierte sie von 1986 bis 1991 ein Philosophiestudium an der Humboldt-Universität zu Berlin. In den nächsten Jahren arbeitete sie unter anderem als Sozialberaterin. Von 2000 bis 2002 war sie Projektmitarbeiterin im Türkischen Bund in Berlin-Brandenburg und von 2002 bis 2006 bei der AWO. Von 2006 bis 2009 war sie als freiberufliche Mitarbeiterin bei der Senatsverwaltung für Stadtentwicklung tätig.

## Politik
Karcı trat 1996 in die PDS ein und war von 2001 bis 2009 Mitglied des Landesvorstandes der PDS Berlin. Seit 2004 ist sie Mitglied des Bezirksvorstandes Berlin-Mitte. Des Weiteren ist sie Mitglied der parteinahen Rosa-Luxemburg-Stiftung und dort als Projektmanagerin Türkei im Zentrum für Internationalen Dialog und Zusammenarbeit tätig.
Am 13. Januar 2010 zog Karcı für Carola Bluhm, die zuvor das Amt als Senatorin für Integration, Arbeit und Soziales übernommen hatte, ins Berliner Abgeordnetenhaus ein. Sie war Mitglied des Ausschusses für Stadtentwicklung und Verkehr. Nach der Wahl zum Abgeordnetenhaus von Berlin 2011 schied sie aus dem Parlament aus.